# Wikipedia in coreano
La Wikipedia in coreano, spesso abbreviata in ko.wikipedia o ko.wiki ( 한국어 위키백과?) è l'edizione in lingua coreana dell'enciclopedia online Wikipedia.

## Statistiche
La Wikipedia in coreano ha 710 145 voci, 3 423 220 pagine, 903 172 utenti registrati di cui 6 235 attivi, 30 amministratori e una "profondità" (depth) di 171 (al 5 luglio 2025).
È la 22ª Wikipedia per numero di voci ma, come "profondità", è la 16ª fra quelle con più di 100.000 voci (al 5 luglio 2025).

## Cronologia
- 14 marzo 2004 — supera le 1000 voci
- 4 giugno 2005 — supera le 10.000 voci
- 4 gennaio 2008 — supera le 50.000 voci ed è la 32ª Wikipedia per numero di voci
- 4 giugno 2009 — supera le 100.000 voci ed è la 27ª Wikipedia per numero di voci
- 15 dicembre 2010 — supera le 150.000 voci ed è la 21ª Wikipedia per numero di voci
- 19 maggio 2012 — supera le 200.000 voci ed è la 20ª Wikipedia per numero di voci
- 5 gennaio 2015 — supera le 300.000 voci ed è la 25ª Wikipedia per numero di voci
- 24  ottobre 2017 — supera le 400.000 voci ed è la 25ª Wikipedia per numero di voci
- 14 giugno 2020 — supera le 500.000 voci ed è la 24ª Wikipedia per numero di voci
- 16 agosto 2022 — supera le 600.000 voci ed è la 23ª Wikipedia per numero di voci
- 16 marzo 2025 — supera le 700.000 voci ed è la 23ª Wikipedia per numero di voci